# فيرجينيا كولز
فيرجينيا كولز (بالإنجليزية: Virginia Cowles)‏ (24 أغسطس 1910، براتلبورو في الولايات المتحدة - 16 سبتمبر 1983)؛ صحفية، مؤرخة، كاتِبة وروائية أمريكية.

## روابط خارجية
- فيرجينيا كولز على موقع قاعدة بيانات برودواي على الإنترنت (الإنجليزية)